# الحرب البولندية العثمانية (1672-1676)

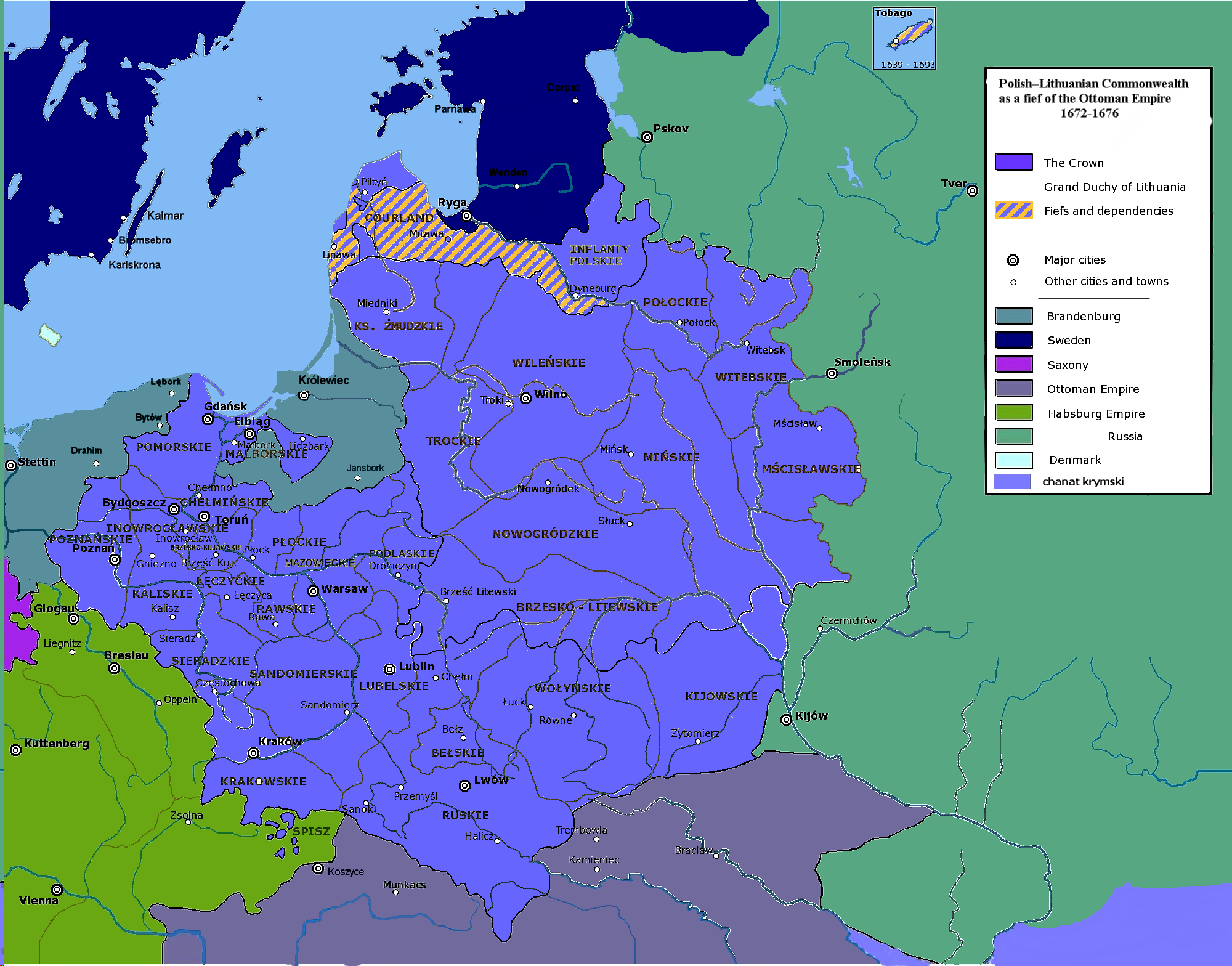
خريطة أراضي الأمة البولو–ليثوانية لما قبل الحرب

الحرب البولو–عثمانية (1672–76) أو الحرب البولو–عثمانية الثانية كانت صراعاً بين الأمة البولو–ليثوانية والإمبراطورية العثمانية.
إنتهت الحرب في عام 1676 بإتفاقية جورافنو التي تنص على تسليم الأمة البولو–ليثوانية لغالب أراضي أوكرانيا للإمبراطورية العثمانية.

## التمهيد للحرب
يمكن تتبع أسباب نشوب الحرب البولندية العثمانية في الفترة 1672-1676 إلى عام 1666. سعى هتمان زابوروجي هوست، بيترو دوروشينكو، إلى السيطرة على أوكرانيا إلا أن الفصائل الأخرى التي تناضل للسيطرة على تلك المنطقة ألحقت به هزائم متعددة، في محاولة أخيرة للحفاظ على سلطته في أوكرانيا، وقع دوروشينكو معاهدة مع السلطان محمد الرابع في عام 1669 اعترفت بهتمانات القوزاق إقطاعيةً تابعة للإمبراطورية العثمانية.
في أثناء ذلك، حاولت قوات الكومنولث قمع أعمال الشغب في أوكرانيا، ولكنها كانت ضعيفة  بسبب خوضها عقودًا من الحروب الطويلة (انتفاضة شميلنكي، والطوفان، والحرب الروسية البولندية (1654-1667)). في محاولة لانتهاز هذا الضعف، تحالف التتار، والذين اعتادوا شن مداهمات عبر حدود الكومنولث بحثًا عن الغنائم، هذه المرة مع القوزاق بقيادة الهتمان دوروشينكو. تصدت لهم قوات الكومنولث بقيادة الهتمان يوحنا الثالث سوبياسكي، الذي تصدى لدفعتهم الأولى (1666-1667)، وهُزموا مرات عديدة، وحصلوا على هدنة بعد معركة بوداهتشي.
في عام 1670، حاول الهتمان دوروشينكو السيطرة على أوكرانيا مجددًا، وفي عام 1671، استبدل السلطان العثماني خان القرم، أديل غيراي، الموالي للكومنولث، بسليم الأول غيراي. تحالف سليم مع قوزاق دوروشينكو، إلا أن سليم سوبياسكي هزم قوات التتار القوازق مجددًا كما حدث في 1666-1667. ثم جدد سليم قسم الولاء للسلطان العثماني وتوسل طالبًا العون، الأمر الذي وافق السلطان عليه. وعليه تصاعدت الاشتباكات الحدودية غير المنتظمة لتصبح حربًا منتظمة في عام 1671، حيث كانت الإمبراطورية العثمانية حينها مستعدة لإرسال وحداتها النظامية إلى ساحة المعركة في محاولة السيطرة على تلك المنطقة لنفسها.

## المرحلة الأولى (1672)
غزت القوات العثمانية، التي يبلغ عدد أفرادها 80 ألف رجل بقيادة الصدر الأعظم، فاضل أحمد باشا الكوبريللي، والسلطان محمد الرابع العثماني، أوكرانيا البولندية في أغسطس، واستولت على حصن الكومنولث في كامينيتس بودولسكي وحاصرت لفيف. لم يكن بوسع سيم الكومنولث زيادة الضرائب وجمع جيش أكبر، إذ لم يكن مستعدًا للحرب، وكان ممزقًا بسبب النزاع الداخلي بين الملك مايكل الأول ونبلاء زلاتشتا. اضطر نواب أوكرانيا البولندية للتوقيع على معاهدة بوتشاتش في أكتوبر من ذلك العام، والتي تنازلوا بموجبها عن جزء الكومنولث في أوكرانيا للعثمانيين (الضفة اليمنى من محافظة براتسلاف، ومحافظة بودوليا، وجزء من محافظة كييف، وكانت الضفة اليسرى من أوكرانيا تخضع لسيطرة دوقية موسكو الكبرى منذ معاهدة أندروسوفو في عام 1667 وتعهدوا بدفع جزية سنوية بمقدار 22 ألف ذهب بندقي.

## المرحلة الثانية (1673- 1676)
عوضًا عن التوقيع على معاهدة السلام، بادر سيم الكومنولث، الذي توحد أغلب نوابه أخيرًا غضبًا من الخسائر الإقليمية والمطالبة بالجزية (والتي قد يُنظَر إليها في واقع الأمر عاملًا في تقليل مستوى الكومنولث إلى تابع عثماني)، إلى رفع الضرائب في النهاية لصالح إنشاء جيش جديد (شُيّدت قوة عسكرية مؤلفة من 37 ألف فرد) وزيادة أعداد القوازق المسجلين إلى 40,000. قاد الهتمان يوحنا الثالث سوبياسكي حملة عسكرية ضد العثمانيين وألحق بهم هزائم متلاحقة، وكانت معركة خوطين هي الأكبر، وتولى بعد ذلك السيطرة على إقليم إمارة البغدان ومعظم الأراضي الأوكرانية المتنازع عليها. توفي ملك بولندا مايكل الأول في ذلك العام، وإشادةً بانتصاراته وتفانيه، انتُخب يوحنا الثالث سوبياسكي ملكًا على الكومنولث في عام 1674. 